# 第60回国民体育大会陸上競技
第60回国民体育大会陸上競技（だい60かいこくみんたいいくたいかいりくじょうきょうぎ）は、2005年10月23日から27日まで岡山県の岡山県陸上競技場で開催された、第60回国民体育大会の陸上競技である。

## 競技種目
| 第58回 \| 第59回 \| 第60回 \| 第61回 \| 第62回 |
| ---------------------------------------------- |

- 男子
  - 100m （成年 , 少年A）
  - 200m （少年B）
  - 400m （成年 , 少年A）
  - 800m （少年A）
  - 1500m （成年）
  - 3000m （少年B）
  - 5000m （少年A）
  - ハーフマラソン （成年）
  - 110mハードル （成年 , 少年A , 少年B）
  - 400mハードル （成年 , 少年A）
  - 3000m障害 （成年）
  - 5000m競歩 （少年共通）
  - 10000m競歩 （成年）
  - 4×100mリレー （成年少年共通）
  - 走高跳 （少年共通）
  - 棒高跳 （成年 , 少年A）
  - 走幅跳 （成年 , 少年B）
  - 三段跳 （少年A）
  - 砲丸投 （少年A）
  - 円盤投 （少年B）
  - ハンマー投 （成年 , 少年A）
  - やり投 （成年 , 少年A）

- 女子
  - 100m （成年 , 少年A）
  - 200m （少年B）
  - 400m （成年 , 少年A）
  - 800m （成年 , 少年B）
  - 1500m （少年A）
  - 3000m （少年共通）
  - 5000m （成年）
  - ハーフマラソン （成年）
  - 100mハードル （成年 , 少年B）
  - 400mハードル （少年A）
  - 3000m競歩 （少年B）
  - 10000m競歩 （成年）
  - 4×100mリレー （成年少年共通）
  - 走高跳 （成年 , 少年共通）
  - 棒高跳 （少年共通）
  - 走幅跳 （成年 , 少年B）
  - 三段跳 （少年A）
  - 砲丸投 （成年 , 少年共通）
  - 円盤投 （少年A）
  - やり投 （成年 , 少年共通）

## 新記録
| 第58回 \| 第59回 \| 第60回 \| 第61回 \| 第62回 |
| ---------------------------------------------- |

今大会で生まれた新記録は次の通りである
| 種目                           | ラウンド   | 結果     | 選手                                | 都道府県 | 所属                                                | 記録      | 月日     | 記録                          |
| トラック                       | トラック   | トラック | トラック                            | トラック | トラック                                            | トラック  | トラック | トラック                      |
| ------------------------------ | ---------- | -------- | ----------------------------------- | -------- | --------------------------------------------------- | --------- | -------- | ----------------------------- |
| 少年男子A 800m                 | 決勝       | 1位      | 横田真人                            | 東京     | 立教池袋高校                                        | 1分49秒81 | 10月24日 | 大会新記録                    |
| 成年女子 800m                  | 決勝       | 1位      | 丹野麻美                            | 福島     | 福島大学                                            | 2分04秒60 | 10月24日 | 大会新記録                    |
| 成年男子 400mハードル          | 決勝       | 1位      | 成迫健児                            | 大分     | 筑波大学                                            | 48秒09    | 10月24日 | 大会新記録                    |
| 少年女子A 400mハードル         | 決勝       | 1位      | 宮原綾                              | 石川     | 星稜高校                                            | 58秒08    | 10月24日 | 大会新記録                    |
| 成年少年 女子共通 4×100mリレー | 準決勝 2組 | 1位      | 寺田明日香 北風沙織 福島千里 熊坂都 | 北海道   | 恵庭北高校 浅井学園大学 帯広南商業高校 札幌大谷高校 | 45秒37    | 10月26日 | 大会新記録                    |
| 成年少年 女子共通 4×100mリレー | 決勝       | 1位      | 寺田明日香 北風沙織 福島千里 熊坂都 | 北海道   | 恵庭北高校 浅井学園大学 帯広南商業高校 札幌大谷高校 | 45秒28    | 10月27日 | 大会新記録                    |
| フィールド                     |            |          |                                     |          |                                                     |           |          |                               |
| 少年女子共通 やり投            | 決勝       | 1位      | 松本百子                            | 長崎     | 口加高校                                            | 54ｍ53    | 10月24日 | ジュニア日本新記録 大会新記録 |
| 成年男子 棒高跳                | 決勝       | 1位      | 澤野大地                            | 千葉     | ニシ・スポーツ                                      | 5ｍ60     | 10月25日 | 大会新記録                    |

## 競技結果

### 男子

#### トラック
| 第58回 \| 第59回 \| 第60回 \| 第61回 \| 第62回 |
| ---------------------------------------------- |

| 種目                      | 金                                                                                                   | 金                  | 銀                                                                                                   | 銀                  | 銅 | 銅                  |
| ------------------------- | --- | ------------------- | --- | ------------------- | --- | ------------------- |
| 成年 100m 詳細            | 川畑伸吾 （群馬綜合ガード） 群馬                                                                     | 10秒44 （-1.2 m/s） | 宮田貴志 （あぶくま養護学校教員） 福島                                                               | 10秒54 （-1.2 m/s） | 日高一慶 （飫肥中学校教員） 宮崎                                                                       | 10秒56 （-1.2 m/s） |
| 少年A 100m 詳細           | 金丸祐三 （大阪高校） 大阪                                                                           | 10秒32 （+2.0 m/s） | 熊本貴史 （早稲田実業高校） 東京                                                                     | 10秒46 （+2.0 m/s） | 石塚祐輔 （土浦第三高校） 茨城                                                                         | 10秒51 （+2.0 m/s） |
| 少年B 200m                | 久保田裕是 （東海大学浦安高校） 千葉                                                                 | 21秒68 （-0.9 m/s） | 椎葉栄太 （花園高校） 京都                                                                           | 22秒12 （-0.9 m/s） | 阿部塁 （盛岡第四高校） 岩手                                                                           | 22秒24 （-0.9 m/s） |
| 成年 400m                 | 佐藤光浩 （富士通） 福島                                                                             | 45秒88              | 成迫健児 （筑波大学） 大分                                                                           | 46秒02              | 山口有希 （東海大学） 京都                                                                             | 46秒28              |
| 少年A 400m                | 金丸祐三 （大阪高校） 大阪                                                                           | 46秒45              | 林康平 （東海大学浦安高校） 千葉                                                                     | 47秒37              | 兵頭直弥 （屋久島高校） 鹿児島                                                                         | 47秒54              |
| 少年A 800m                | 横田真人 （立教池袋高校） 東京                                                                       | 1分49秒81 GR        | 新宮裕一郎 （鶴崎工業高校） 大分                                                                     | 1分50秒61           | 中野涼司 （新潟明訓高校） 新潟                                                                         | 1分52秒09           |
| 成年 1500m                | 田子康宏 （立命館大学） 鳥取                                                                         | 3分42秒74           | 鈴木良則 （富士通） 千葉                                                                             | 3分46秒59           | 上野裕一郎 （中央大学） 長野                                                                           | 3分47秒15           |
| 少年B 3000m               | 三田裕介 （豊川工業高校） 愛知                                                                       | 8分13秒94           | 八木勇樹 （西脇工業高校） 兵庫                                                                       | 8分24秒95           | 松原健太 （出雲工業高校） 島根                                                                         | 8分25秒47           |
| 少年A 5000m               | 森賢大 （鹿児島実業高校） 鹿児島                                                                     | 13分51秒25          | ジョセフ・モワウラ （おかやま山陽高校） 岡山                                                         | 13分53秒40          | 宇賀地強 （作新学院高校） 栃木                                                                         | 13分54秒88          |
| 成年 ハーフマラソン       | 佐藤智之 （旭化成） 宮崎                                                                             | 1時間02分53秒       | 山本芳弘 （トヨタ紡織） 奈良                                                                         | 1時間02分56秒       | 堀口貴史 （ホンダ） 埼玉                                                                               | 1時間02分59秒       |
| 成年 110mハードル         | 大橋祐二 （筑波大学） 埼玉                                                                           | 14秒00 （-1.3 m/s） | 吉岡康典 （さかえクリニック） 愛知                                                                   | 14秒04 （-1.3 m/s） | 野元秀樹 （福岡大学） 鹿児島                                                                           | 14秒04 （-1.3 m/s） |
| 少年A 110mハードル        | 西澤真徳 （八頭高校） 鳥取                                                                           | 14秒44 （-0.1 m/s） | 玉井秀樹 （洛南高校） 京都                                                                           | 14秒51 （-0.1 m/s） | 岩見勇志 （名古屋高校） 愛知                                                                           | 14秒67 （-0.1 m/s） |
| 少年B 110mハードル        | 中村仁 （洛南高校） 京都                                                                             | 14秒40 （0.0 m/s）  | 日野勇輝 （星稜高校） 石川                                                                           | 14秒46 （0.0 m/s）  | 田槇佑吏生 （倉敷工業高校） 岡山                                                                       | 14秒47 （0.0 m/s）  |
| 成年 400mハードル         | 成迫健児 （筑波大学） 大分                                                                           | 48秒09 GR           | 吉形政衡 （三洋信販） 福岡                                                                           | 49秒24              | 河北尚広 （RATTLE） 香川                                                                               | 49秒43              |
| 少年A 400mハードル        | 今井順也 （県立岐阜商業高校） 岐阜                                                                   | 51秒15              | 清水翔吾 （能代商業高校） 秋田                                                                       | 51秒25              | 木村大輔 （倉敷工業高校） 岡山                                                                         | 51秒51              |
| 成年 3000m障害            | 内冨恭則 （中国電力） 広島                                                                           | 8分41秒13           | 篠浦辰徳 （ヱスビー食品） 東京                                                                       | 8分43秒83           | 菊地昌寿 （亜細亜大学） 栃木                                                                           | 8分44秒94           |
| 少年共通 5000m競歩        | 鈴木雄介 （小松高校） 石川                                                                           | 20分49秒25          | 平野博之 （愛知工業大学名電高校） 愛知                                                               | 20分56秒08          | 山田賢治 （青森山田高校） 青森                                                                         | 21分26秒54          |
| 成年 10000m競歩           | 谷内雄亮 （佐川急便） 石川                                                                           | 40分47秒53          | 森岡紘一朗 （順天堂大学） 長崎                                                                       | 41分00秒62          | 髙橋浩輔 （東洋大学） 宮崎                                                                             | 42分10秒98          |
| 成年少年共通 4×100mリレー | 福岡 荒尾将吾 （小倉工業高校） 中川博文 （三洋信販） 小野裕太 （九州情報大学） 鶴田涼 （修猷館高校） | 40秒01              | 熊本 岩本慎一郎 （熊本大学） 江里口匡史 （鹿本高校） 山下洋介 （熊本大学） 貞永健剛 （九州学院高校） | 40秒17              | 東京 熊本貴史 （早稲田実業高校） 田岡洋和 （国士舘大学） 村上一博 （国士舘大学） 小林雄一 （保善高校） | 40秒33              |
| GR 大会新記録             | |                     | |                     | |                     |

#### フィールド
| 第58回 \| 第59回 \| 第60回 \| 第61回 \| 第62回 |
| ---------------------------------------------- |

| 種目             | 金                               | 金                  | 銀                                     | 銀                  | 銅                                   | 銅                  |
| ---------------- | -------------------------------- | ------------------- | -------------------------------------- | ------------------- | ------------------------------------ | ------------------- |
| 少年共通 走高跳  | 高橋邦彦 （成田高校） 千葉       | 2ｍ09               | 武石健吾 （東京高校） 東京             | 2ｍ09               | 熊木隆規 （室蘭大谷高校） 北海道     | 2ｍ06               |
| 成年 棒高跳      | 澤野大地 （ニシ・スポーツ） 千葉 | 5ｍ60 GR            | 安田覚 （桑名工業高校教員） 三重       | 5ｍ40               | 舩津哲史 （住吉第一中学校教員） 大阪 | 5ｍ15               |
| 少年A 棒高跳     | 荻田大樹 （観音寺第一高校） 香川 | 5ｍ00               | 廣瀬慎也 （伊奈高校） 茨城             | 4ｍ90               | 川口直哉 （磐田南高校） 静岡         | 4ｍ80               |
| 成年 走幅跳      | 大石博之 （三洋信販） 福岡       | 7ｍ77 （0.0 m/s）   | 藤川健司 （筑波大学） 徳島             | 7ｍ76 （+0.4 m/s）  | 荒川大輔 （ニチレク） 大阪           | 7ｍ64 （+0.1 m/s）  |
| 少年B 走幅跳     | 貞永健剛 （九州学院高校） 熊本   | 7ｍ21 （+0.1 m/s）  | 戸谷隼人 （東京農業大学第二高校） 群馬 | 7ｍ17 （0.0 m/s）   | 田井治孝介 （成田高校） 千葉         | 7ｍ06 （+0.3 m/s）  |
| 少年A 三段跳     | 村上智史 （名古屋大谷高校） 愛知 | 15ｍ50 （-0.8 m/s） | 松田晋治 （洛南高校） 京都             | 15ｍ05 （+1.6 m/s） | 清水悠 （松江北高校） 島根           | 15ｍ00 （-0.4 m/s） |
| 少年A 砲丸投     | 南幸裕 （宇治山田商業高校） 三重 | 17ｍ24              | 奥田雄也 （岐南工業高校） 岐阜         | 17ｍ06              | 桜井徹 （竜ヶ崎第一高校） 茨城       | 16ｍ69              |
| 少年B 円盤投     | 堤雄司 （札幌拓北高校） 北海道   | 53ｍ61              | 桜井剛 （土浦湖北高校） 茨城           | 50ｍ71              | 小野真弘 （津高校） 三重             | 48ｍ91              |
| 成年 ハンマー投  | 土井宏昭 （ファイテン） 千葉     | 70ｍ71              | 野口裕史 （順天堂大学） 北海道         | 67ｍ10              | 碓井崇 （チームミズノ） 埼玉         | 66ｍ81              |
| 少年A ハンマー投 | 佐藤享 （小田原城東高校） 神奈川 | 62ｍ04              | 赤木督尚 （美作高校） 岡山             | 61ｍ08              | 白川貴耶 （玄洋高校） 福岡           | 59ｍ16              |
| 成年 やり投      | 荒井謙 （筑波大学） 茨城         | 75ｍ06              | 村上幸史 （スズキ） 愛媛               | 73ｍ85              | 種本祐太朗 （国士舘大学） 長崎       | 72ｍ89              |
| 少年A やり投     | 山田啓太 （安積高校） 福島       | 70ｍ86              | 村上裕紀 （岡山東商業高校） 岡山       | 66ｍ99              | 浦田幸平 （自由ケ丘高校） 福岡       | 66ｍ19              |
| GR 大会新記録    |                                  |                     |                                        |                     |                                      |                     |

### 女子

#### トラック
| 第58回 \| 第59回 \| 第60回 \| 第61回 \| 第62回 |
| ---------------------------------------------- |

| 種目                      | 金 | 金                  | 銀 | 銀                  | 銅 | 銅                  |
| ------------------------- | --- | ------------------- | --- | ------------------- | --- | ------------------- |
| 成年 100m                 | 小島初佳 （ピップフジモト） 兵庫                                                                               | 11秒75 （-1.6 m/s） | 鈴木亜弓 （スズキ） 愛知                                                                                     | 11秒82 （-1.6 m/s） | 石田智子 （長谷川体育施設） 埼玉                                                                         | 11秒88 （-1.6 m/s） |
| 少年A 100m                | 髙橋萌木子 （埼玉栄高校） 埼玉                                                                                 | 11秒69 （+1.8 m/s） | 河野千波 （東京学館浦安高校） 千葉                                                                           | 11秒84 （+1.8 m/s） | 河原崎可央里 （安城学園高校） 愛知                                                                       | 11秒85 （+1.8 m/s） |
| 少年B 200m                | 岩楯英枝 （松江市立第五中学校） 東京                                                                           | 25秒00 （-0.6 m/s） | 右田真衣子 （大分雄城台高校） 大分                                                                           | 25秒22 （-0.6 m/s） | 竹内彩華 （御影中学校） 兵庫                                                                             | 25秒29 （-0.6 m/s） |
| 成年 400m                 | 青木沙弥佳 （福島大学） 岐阜                                                                                   | 54秒20              | 吉田真希子 （福島大学TC） 福島                                                                               | 54秒30              | 久保倉里美 （新潟アルビレックスRC） 新潟                                                                 | 54秒43              |
| 少年A 400m                | 田中千智 （筑紫女学園高校） 福岡                                                                               | 54秒89              | 渡辺なつみ （長岡高校） 新潟                                                                                 | 55秒03              | 飯尾絢 （浜松西高校） 静岡                                                                               | 55秒43              |
| 成年 800m                 | 丹野麻美 （福島大学） 福島                                                                                     | 2分04秒60 GR        | 陣内綾子 （佐賀大学） 佐賀                                                                                   | 2分05秒41           | 佐々木麗奈 （龍谷富山高校教員） 富山                                                                     | 2分05秒95           |
| 少年B 800m                | 新畑志保里 （須磨学園高校） 兵庫                                                                               | 2分11秒74           | 福永真子 （興譲館高校） 岡山                                                                                 | 2分11秒90           | 田中華絵 （筑紫女学園高校） 福岡                                                                         | 2分12秒42           |
| 少年A 1500m               | 小林祐梨子 （須磨学園高校） 兵庫                                                                               | 4分14秒09           | 飯野摩耶 （韮崎高校） 山梨                                                                                   | 4分20秒28           | 森唯我 （桂高校） 京都                                                                                   | 4分21秒93           |
| 少年共通 3000m            | 新谷仁美 （興譲館高校） 岡山                                                                                   | 9分12秒61           | 鈴木悠里 （常磐高校） 群馬                                                                                   | 9分13秒55           | 小島一恵 （立命館宇治高校） 京都                                                                         | 9分14秒49           |
| 成年 5000m                | 杉原加代 （パナソニック） 島根                                                                                 | 15分36秒27          | 石井智子 （京セラ） 埼玉                                                                                     | 15分36秒72          | 佐藤絵理 （名城大学） 新潟                                                                               | 15分37秒59          |
| 成年 ハーフマラソン       | 寺田惠 （関西学院大学） 兵庫                                                                                   | 1時間11分42秒       | 山﨑智恵子 （天満屋） 岡山                                                                                   | 1時間12分56秒       | 宮井仁美 （豊田自動織機） 千葉                                                                           | 1時間13分23秒       |
| 成年 100mハードル         | 石野真美 （長谷川体育施設） 千葉                                                                               | 13秒56 （-0.8 m/s） | 平出奈津子 （多治見工業高校教員） 岐阜                                                                       | 13秒86 （-0.8 m/s） | 佐藤由紀 （福岡大学） 宮崎                                                                               | 13秒89 （-0.8 m/s） |
| 少年B 100mハードル        | 寺田明日香 （恵庭北高校） 北海道                                                                               | 13秒84 （+0.5 m/s） | 鈴木智絵 （佐原高校） 千葉                                                                                   | 14秒03 （+0.5 m/s） | 金子沙耶香 （北上翔南高校） 岩手                                                                         | 14秒10 （+0.5 m/s） |
| 少年A 400mハードル        | 宮原綾 （星稜高校） 石川                                                                                       | 58秒08 GR           | 野村有香 （敦賀高校） 福井                                                                                   | 58秒93              | 津留加奈 （修猷館高校） 福岡                                                                             | 59秒49              |
| 少年B 3000m競歩           | 上條のどか （田川高校） 長野                                                                                   | 15分02秒28          | 柳川真以 （小林高校） 宮崎                                                                                   | 15分10秒34          | 井手小鈴 （邑久高校） 岡山                                                                               | 15分11秒21          |
| 成年 10000m競歩           | 川﨑真裕美 （海老澤製作所） 茨城                                                                               | 46分19秒05          | 小西祥子 （パンジョスポーツ） 大阪                                                                           | 46分22秒06          | 福中千裕 （国士舘大学） 福岡                                                                             | 46分25秒91          |
| 成年少年共通 4×100mリレー | 北海道 寺田明日香 （恵庭北高校） 北風沙織 （浅井学園大学） 福島千里 （帯広南商業高校） 熊坂都 （札幌大谷高校） | 45秒28 GR           | 埼玉 征矢茉莉子 （埼玉栄高校） 栗本佳世子 （福島大学） 石田智子 （長谷川体育施設） 髙橋萌木子 （埼玉栄高校） | 45秒76              | 愛知 前川奈央 （朝日丘中学校） 鈴木亜弓 （スズキ） 五明淑恵 （小島プレス） 河原崎可央里 （安城学園高校） | 46秒08              |
| GR 大会新記録             | |                     | |                     | |                     |

#### フィールド
| 第58回 \| 第59回 \| 第60回 \| 第61回 \| 第62回 |
| ---------------------------------------------- |

| 種目                                   | 金                                 | 金                  | 銀                                   | 銀                 | 銅                                 | 銅                  |
| -------------------------------------- | ---------------------------------- | ------------------- | ------------------------------------ | ------------------ | ---------------------------------- | ------------------- |
| 成年 走高跳                            | 貞廣千波 （三重陸上競技協会） 三重 | 1ｍ78               | 藤沢潔香 （松戸市陸上競技協会） 千葉 | 1ｍ75              | 日高里子 （トヨタ自動車） 愛知     | 1ｍ75               |
| 少年共通 走高跳                        | 佐藤芳美 （沼田高校） 広島         | 1ｍ76               | 三村有希 （太成学院大学高校） 大阪   | 1ｍ75              | 駒場萌美 （鳥取西高校） 鳥取       | 1ｍ75               |
| 少年共通 棒高跳                        | 我孫子智美 （光泉高校） 滋賀       | 3ｍ80               | 青木梓 （高崎経済大学高校） 群馬     | 3ｍ60              | 仲田愛 （西条農業高校） 広島       | 3ｍ60               |
| 成年 走幅跳                            | 花岡麻帆 （office24） 千葉         | 6ｍ29 （+0.5 m/s）  | 桝見咲智子 （福岡大学） 香川         | 6ｍ22 （+0.7 m/s） | 岡山沙英子 （広島JOC） 広島        | 6ｍ20 （0.0 m/s）   |
| 少年B 走幅跳                           | 板垣瑛子 （敬愛女子高校） 大阪     | 5ｍ87 （-0.8 m/s）  | 前田和香 （春日中学校） 奈良         | 5ｍ79 （+0.6 m/s） | 吉田麻佑 （県立岐阜商業高校） 岐阜 | 5ｍ78 （-0.1 m/s）  |
| 少年A 三段跳                           | 齋藤羽純 （秋田南高校） 秋田       | 12ｍ20 （+0.3 m/s） | 築野愛 （横須賀高校） 神奈川         | 12ｍ06 （0.0 m/s） | 横山みなみ （明徳義塾高校） 高知   | 12ｍ05 （+0.4 m/s） |
| 成年 砲丸投                            | 豊永陽子 （生光学園高校教員） 徳島 | 16ｍ61              | 白井裕紀子 （滋賀陸上競技協会） 滋賀 | 15ｍ11             | 野田ともみ （仙台大学） 宮城       | 14ｍ42              |
| 少年共通 砲丸投                        | 吉田いずみ （埼玉栄高校） 埼玉     | 14ｍ25              | 佐藤あずさ （帯広農業高校） 北海道   | 13ｍ72             | 宋華麗 （東京高校） 東京           | 13ｍ62              |
| 少年A 円盤投                           | 緒方えりこ （帯広農業高校） 北海道 | 45ｍ78              | 江島成美 （熊本西高校） 熊本         | 43ｍ57             | 東海茉莉花 （高岡工芸高校） 富山   | 43ｍ50              |
| 成年 やり投                            | 吉田恵美可 （京都産業大学） 奈良   | 54ｍ48              | 中野美沙 （筑波大学） 和歌山         | 53ｍ78             | 海老原有希 （国士舘大学） 栃木     | 52ｍ70              |
| 少年共通 やり投                        | 松本百子 （口加高校） 長崎         | 54ｍ53 JR , GR      | 的場葉瑠香 （大阪成蹊女子高校） 大阪 | 50ｍ46             | 町岡絵里香 （金沢二水高校） 石川   | 49ｍ44              |
| JR ジュニア日本新記録 \| GR 大会新記録 |                                    |                     |                                      |                    |                                    |                     |